# Snel, streng en rechtvaardig
Snel, streng en rechtvaardig is een boek van historicus Peter Romijn uit 1989 over de berechting van Nederlandse collaborateurs na de Tweede Wereldoorlog. Romijn promoveerde op dit werk.

## Inhoud
Met de bevrijding van Nederland tussen september 1944 en mei 1945 diende zich een probleem aan: wat moest er gebeuren met de tienduizenden Nederlanders die de Duitse bezetter op de een of andere manier gesteund hadden? Romijn beschrijft hoe de arrestatie en internering van deze mensen aanvankelijk meestal werd uitgevoerd door leden van lokale verzetsbewegingen. Zij gingen daarbij vaak uit van 'absolute normen', en hadden weinig oog voor de verschillende gradaties van collaboratie.
Al vrij snel trok de regering de kwestie echter naar zich toe. Dit leidde volgens Romijn tot een gematigder en pragmatischer behandeling van de politieke delinquenten. De politieke elite hechtte na de gruwelen van de bezettingstijd sterk aan het herstel van de rechtsstaat, van de liberale democratie en van vertrouwde morele waarden als matiging en vergevingsgezindheid. Bij de berechting van de 'foute' Nederlanders domineerden dan ook inzichten die onder strafrechtdeskundigen als modern en humaan golden. 
Sommige voormalige verzetsleden reageerden teleurgesteld op de relatief milde bestraffing. Zij zagen hierin een voortzetting van de in hun ogen slappe en principeloze houding van de meerderheid van de Nederlandse bevolking tegenover de vijand tijdens de bezetting. In de jaren zestig ging die opvatting breder leven. Romijn concludeert echter dat deze kritiek een karikaturaal beeld schetst.
Op grond van dit onderzoek kan worden vastgesteld dat niet een nationaal onvermogen tot een radicale zelfreiniging heeft gezegevierd, maar veel eerder de bestuurs- en overtuigingskracht van de naoorlogse elites die een gematigde en pragmatische politiek wilden voeren. (p. 269)